# Dörnthal (Selbitz)
Dörnthal ist ein Gemeindeteil der Stadt Selbitz im Landkreis Hof (Oberfranken, Bayern). Die Gemarkung Dörnthal hat eine Fläche von 7,041 km². Sie ist in 1153 Flurstücke aufgeteilt, die eine durchschnittliche Fläche von 6106,40 m² haben. In ihr liegen neben dem namensgebenden Ort die Gemeindeteile Hüttung, Rothenbürg, Sellanger, Staudenhäuser und Stegenwaldhaus.

## Geografie
Das Dorf liegt auf freier Flur auf einem Höhenzug des Frankenwaldes. Im Osten wird die Flur durch die Bundesautobahn 9 zerteilt im Norden durch die Bundesstraße 173, die eine Anschlussstelle an der A 9 hat. Dort befindet sich eine Photovoltaikanlage. Eine Gemeindeverbindungsstraße führt 350 Meter westlich bzw. 500 Meter südlich zur Kreisstraße HO 33.

## Geschichte
Dörnthal wurde im Jahr 1388 erstmals urkundlich erwähnt. Konrad von Wildenstein und Heinrich von Gräfendorf besaßen damals sieben Höfe. 1420 war der Ort wüst gefallen. 1433 erwirbt Hans von Lüchau einen Hof und macht ihn zu einem Rittergut. 1467 erwarb Thomas von Reitzenstein das Rittergut. 1736 Hofrat von Osten das Gut und ließ in mehrere Anwesen zerschlagen.
Zur Realgemeinde Dörnthal gehörten Hüttung, Rothenbürg und Sellanger. Gegen Ende des 18. Jahrhunderts bestand Dörnthal aus 27 Anwesen, einem Schloss und einer Brauerei. Die Hochgerichtsbarkeit hatten teils das bayreuthischen Stadtvogteiamt Hof, teils das bayreuthische Verwaltungsamt Selbitz. Die Dorf- und Gemeindeherrschaft hatte das Rittergut Dörnthal. Grundherren waren
- das Rittergut Dörnthal: 5 Gütlein, 10 Häuser;
- das Rittergut Rothenbürg: 1 Gut, 1 Gütlein, 3 Häuser;
- das Verwaltungsamt Selbitz: 1 Hof, 2 Halbhöfe, 2 Viertelhöfe, 2 Häuser.[7]

Von 1797 bis 1810 unterstand Dörnthal dem Justiz- und Kammeramt Naila. Nachdem im Jahr 1810 das Königreich Bayern das Fürstentum Bayreuth käuflich erworben hatte, wurde der Ort bayerisch. Infolge des Ersten Gemeindeedikts wurde Dörnthal dem 1812 gebildeten Steuerdistrikt Selbitz zugewiesen. Zugleich entstand die Ruralgemeinde Dörnthal mit den Orten Hüttung, Rothenbürg, Sellanger und Staudenhäuser. Sie war in Verwaltung und Gerichtsbarkeit dem Landgericht Naila zugeordnet und in der Finanzverwaltung dem Rentamt Lichtenberg (1919 in Finanzamt Lichtenberg umbenannt, seit 1955 Finanzamt Naila). Ab 1862 gehörte Dörnthal zum Bezirksamt Naila (1939 in Landkreis Naila umbenannt). Die Gerichtsbarkeit blieb beim Landgericht Naila (1879 in Amtsgericht Naila umgewandelt). Die Gemeinde Dörnthal hatte 1964 eine Gebietsfläche von 6,841 km². Im Zuge der Gebietsreform in Bayern wurde die Gemeinde Dörnthal am 1. April 1971 nach Selbitz eingemeindet.

### Ehemalige Baudenkmäler
- Haus Nr. 4: Gasthaus. Zweigeschossiges Wohnstallhaus mit Satteldach, wohl zweite Hälfte des 18. Jahrhunderts, mit neuerem Saalanbau; Erdgeschoss verputzt massiv, Obergeschoss Fachwerk mit Lehmausfachung.[12]
- Haus Nr. 5: Kleines, zweigeschossiges Wohnstallhaus mit Satteldach, zweite Hälfte des 18. Jahrhunderts; Erdgeschoss verputzt massiv, Obergeschoss Fachwerk, teils übertüncht, teils verbrettert.[12]
- Haus Nr. 12: Zueghörige Scheune. Gutes Beispiel eines verbretterten Ständerbaues mit Blockwerksockel und Satteldach, wohl zweite Hälfte des 18. Jahrhunderts; giebelseitig dreigeteilte Schalung.[12]
- Haus Nr. 19: Zweigeschossiges Wohnstallhaus mit Satteldach, erste Hälfte des 19. Jahrhunderts; Erdgeschoss verputzt massiv, Obergeschoss übertünchtes Fachwerk, vorderes Giebeldreieck verschiefert.[12]

### Einwohnerentwicklung
Gemeinde Dörnthal
| Jahr      | 1819  | 1840   | 1852   | 1855   | 1861   | 1867   | 1871   | 1875   | 1880   | 1885   | 1890   | 1895   | 1900   | 1905   | 1910   | 1919   | 1925   | 1933   | 1939   | 1946   | 1950   | 1952   | 1961  | 1970   |
| Einwohner | 360   | 525    | 589    | 557    | 620    | 634    | 663    | 650    | 655    | 692    | 605    | 580    | 538    | 563    | 608    | 592    | 610    | 610    | 617    | 804    | 758    | 698    | 645   | 635    |
| Häuser    |       |        |        |        |        |        | 94     |        |        | 102    | 96     |        | 100    |        |        |        | 104    |        |        |        | 108    |        | 122   |        |
| Quelle    | [ 8 ] | [ 14 ] | [ 14 ] | [ 14 ] | [ 15 ] | [ 16 ] | [ 17 ] | [ 18 ] | [ 19 ] | [ 20 ] | [ 21 ] | [ 14 ] | [ 22 ] | [ 14 ] | [ 23 ] | [ 14 ] | [ 24 ] | [ 14 ] | [ 14 ] | [ 14 ] | [ 25 ] | [ 14 ] | [ 9 ] | [ 26 ] |

Ort Dörnthal
| Jahr      | 001799 | 001819 | 001861 | 001871 | 001885 | 001900 | 001925 | 001950 | 001961 | 001970 | 001987 | 002021 |
| Einwohner | 135    | *231   | 196    | 210    | 254    | 187    | 200    | 261    | 192    | 186    | 149    | 97     |
| Häuser    | 25     |        |        |        | 36     | 30     | 32     | 33     | 34     |        | 42     |        |
| Quelle    | [ 27 ] | [ 8 ]  | [ 15 ] | [ 17 ] | [ 20 ] | [ 22 ] | [ 24 ] | [ 25 ] | [ 9 ]  | [ 26 ] | [ 28 ] | [ 1 ]  |

## Religion
Dörnthal ist seit der Reformation evangelisch-lutherisch geprägt und bis heute nach Selbitz gepfarrt.